# Yohio
Kevin Johio Lucas Rehn Eires (født 12. juli 1995 i Norrtälje), bedre kendt under sit kunstnernavn Yohio (ofte skrevet med store bogstaver som YOHIO), er en svensk sanger og sangskriver. Han er bedst kendt for sine præstationer som Yohio, og går normalt med en Lolita kjole og har et androgynt udseende på scenen. Han er tidligere medlem af den svenske rockband Seremedy, som blev opløst i april 2013. Yohio har deltaget i Melodifestivalen både i 2013 og 2014, og er nået til finalen ved begge lejligheder.

## Familie og tidligere liv
Yohio er opvokset i Sundsvall, Sverige og er søn af Tommy Rehn, som var medlem af det svenske heavy metal band Corroded, og Johanna Eires. Han er barnebarn af Jan-Eric Rehn, som var en guitarist i 1960'ernes band The Panthers og nevø af Chris Rehn, som er medlem af det svenske post-grunge / poprock band Takida. Chris og Tommy Rehn var også begge i bandet Angtoria. Yohio taler japansk, efter at han blev interesseret i japansk kultur og visual kei i en ung alder, og tilbragte tid i Japan på sine syv ture til landet hvor han optrådte.

## Karriere i Sverige
Yohio og hans band Seremedy har vundet en vis anerkendelse i Sverige fra 2011 gennem deres Japan-inspirerede udseende. Yohio fik særlig opmærksomhed for at bære en kjole under koncerter. I 2012 udgav Yohio sin første engelske sang som solist, "Our Story".  Yohio har lavet fire musikvideoer – til "Sky Limit", "Our story", "Heartbreak Hotel" (hans indgang til Melodifestivalen 2013) og "Revolution".
I 2013 blev det meddelt, at Yohio havde udlånt sin stemme til en Vocaloid voicebank i PowerFX interval, der indeholder både en engelsk og japansk vokal.

### Melodifestivalen 2013
Yohio var en af deltagerne af Melodifestivalen i 2013, den svenske nationale udvælgelse til Eurovision Song Contest 2013 som skulle afholdes i Malmø. Hans sang var "Heartbreak Hotel", som han skrev sammen med Johan Fransson, Tobias Lundgren, Tim Larsson og Henrik Göranson. Den 2. februar kvalificerede Yohio sig til Finalen, hvor han den 9. marts, blev nummer 2, men fik hovedparten af de svenske folks stemmer. Yohio var den svenske talsmand og announcer af det svenske afstemningsresultat i 2013 Eurovision-finalen i Malmø.

### Melodifestivalen 2014
Yohio deltog i den første del af Melodifestivalen 2014 i Malmö Arena med sangen "To the End", som den første. Yohio blev annonceret som den første Artist til at gå direkte til Finalen i Friends Arena i Stockholm den 8. marts, hvor han kom på sjettepladsen.

## Karriere i Japan
I 2012 udgav Yohio sin første EP "Reach The Sky" i Japan. Hans første album, Break the Border blev udgivet i juni 2013, tre måneder efter den svenske udgivelse.

## Diskografi
Yohios første album Break the Border blev udgivet 27. marts 2013 i Sverige og 24. april i Japan. Albummet fik guld og lå som nummer et på den svenske hitliste.
Udvidelsen af albummet udkom i juni, men fik kun en 8. plads.
19. marts 2014 udkom hans andet album, Together We Stand Alone, i Sverige og ligesom Break the Border, blev det nummer et på hitlisten.